# Fate/Apocrypha
Fate/Apocrypha (フェイト/アポクリファ, Feito/Apokurifa) est une série de light novel japonais de la célèbre franchise Fate/stay night de TYPE-MOON, écrite par Yūichirō Higashide et illustrée par Ototsugu Konoe. TYPE-MOON a publié les cinq volumes de la série entre décembre 2012 et décembre 2014.
La série de light novel a été adaptée en une série de manga, dessinée par Akira Ishida ; celle-ci est prépubliée par Kadokawa Shoten dans son magazine de prépublication Monthly Comp Ace depuis le 26 juin 2016. La version française est licenciée par Ototo dont le premier tome est sorti le 8 septembre 2017,,.
Une adaptation en série télévisée anime, produite par A-1 Pictures, est diffusée pour la première fois au Japon entre le 2 juillet et le 31 décembre 2017,. Netflix diffuse la première partie de la série à l'étranger, la France y compris, depuis le 7 novembre 2017,, ; la seconde partie est disponible depuis le 31 mars 2018.

## Intrigue
L'histoire se déroule dans un monde parallèle à celui d'origine de Fate/stay night, où la Maison des Einzbern a invoqué Ruler plutôt qu'Avenger dans la Troisième Guerre du Saint Graal, et le Saint Graal a été retiré de la ville Fuyuki pour l'envoyer en Roumanie après la guerre. Ainsi, les événements de Fate/Zero et Fate/stay night n'ont jamais eu lieu.
L'histoire se concentre sur le conflit entre les deux factions opposées, les Rouges et les Noirs, en appelant chacun sept Servants et le Graal lui-même appelant un servant spécial de classe Ruler en tant que médiateur de la Guerre Sainte. Les membres de la faction Rouge sont des mages envoyés par l'Association des Mages de la Tour de l'Horloge, tandis que les membres de la faction Noire font partie d'une famille roumaine de mages, les Yggdmillennia.
Et ainsi, le rideau s'élève sur l'avènement d'une nouvelle ère pour la Guerre du Saint Graal, avec son système qui a changé ; une grande guerre à une échelle sans précédent va éclater au grand jour…

## Personnages

### Personnages principaux

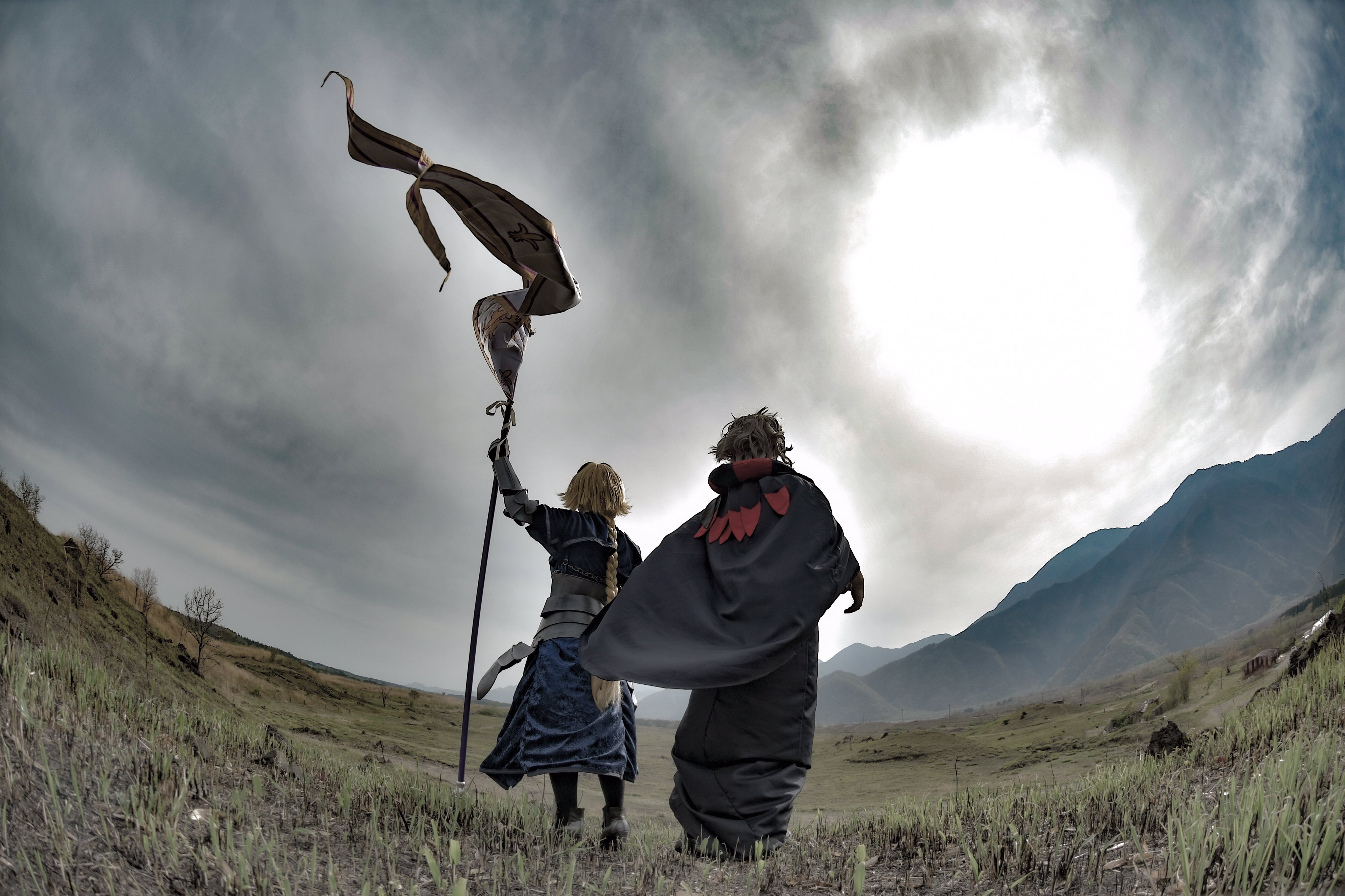
Cosplay de Jeanne d'Arc et Gilles de Rais tels qu'ils apparaissent respectivement dans Fate/Apocrypha et Fate/Zero, entre autres médias de la franchise Fate.

Sieg (ジーク, Jīku)
Voix japonaise : Natsuki Hanae,,,, voix française : Gauthier de Fauconval
Le personnage principal; c'est un homoncule qui était initialement sans nom, créé par les Yggdmillennia comme l'un de leurs nombreux homoncules adaptés à des fins diverses. Initialement conservé dans un réservoir d'approvisionnement en mana conçu par Gordes Musik Yggdmillennia pour donner de l'énergie aux Servants, il fut l'un des cobayes à être utilisé par Caster Noir afin de servir de matériel de récolte à ses golems. En raison de sa qualité inattendue de circuits magiques, il était considéré comme un bon choix pour le Golem Keter Malkuth de Caster. Sieg vient au monde sans rien pour former une personnalité. Il a peur de tout sauf de lui-même, croyant n'être rien. Il se dit transparent et incolore parce qu'il ne possède rien et n'a rien reçu de sa naissance. Tué par Gordes, il est ensuite ramené à la vie par Siegfried après qu'il a sacrifié son cœur pour l'implanter en lui. Il finit par acquérir la capacité de se transformer en un Servant avec l'apparence de Siegfried pendant un certain temps.
Ruler (ルーラー, Rūrā) - Jeanne d'Arc (ジャンヌ・ダルク, Jannu Daruku)
Voix japonaise : Māya Sakamoto,,,, voix française : Fabienne Loriaux
L'héroïne principale de la série, elle est l'esprit de la personnalité historique Jeanne d'Arc dans le corps d'une lycéenne française ordinaire et appelée Laetitia (レティシア, Retishia), qui est d'apparence similaire à Jeanne d'Arc. Elle est un esprit héroïque spécial invoqué par le Saint Graal lui-même pour agir en tant qu'administrateur de la Guerre du Saint Graal au lieu de l'Église. Être convoquée dans la classe Ruler lui permet également de conserver les souvenirs de chaque guerre, contrairement aux autres Servants. Ses Nobles Phantasmes sont "Luminosité éternelle", une capacité défensive permettant, grâce à son drapeau, à Ruler de créer une zone restreinte au sein de laquelle elle et ses alliés sont invincibles; son second Noble Phantasme est "La Pucelle", une attaque suicide lancée à partir de l'épée de Sainte Catherine. Supposée rester neutre dans le conflit, elle finit par s'allier à la faction noire après avoir appris que la faction rouge souhaitait utiliser le Graal dans un but contraire aux règles de la guerre du Graal, et après que le Master, le Lancer, l'Archer et l'Assassin des Rouges aient successivement tenté de se débarrasser d’elle.

### Faction Noire

#### Servants
Saber Noir ("黒"のセイバー, "Kuro" no Seibā) - Siegfried (ジークフリート, Jīkufurīdo)
Voix japonaise : Junichi Suwabe,,,, voix française : Maxime Van Santfoort
Le Servant de Gordes Musik Yggdmillennia. Son cœur est transplanté dans Sieg après sa mort. Il était auparavant peu loyal envers son Master, du fait que ce dernier méprise les Servants, ne les considérant que comme étant des versions supérieures de formules alchimiques. Son sacrifice permet à Sieg de survivre à la Grande Guerre du Graal, de se transformer en Saber temporairement, et d'accéder à ses Nobles Phantasmes: Balmung, l'épée démoniaque qui, à l'instar de l'épée du Saber des Rouges, lui permet d'utiliser un rayon d'énergie contre ses adversaires. Son second Noble Phantasme est "Armor of Fafnir", la peau du dragon légendaire qui sert d'armure à Siegfried, quoique étant maudite et transformant peu à peu son porteur en dragon à son tour.
Archer Noir ("黒"のアーチャー, "Kuro" no Āchā) - Chiron (ケイローン, Keirōn)
Voix japonaise : Shunsuke Takeuchi (ja),,,, voix française : Nicolas Matthys
Le Servant de Fiore Forvedge Yggdmillennia. Il était le professeur du Rider Rouge. Sa forme initiale est celle d'un centaure, mais est dissimulée au profit d'une forme purement humaine afin de ne pas éveiller les soupçons. "Anteres Snipe" est son Noble Phantasme, une attaque en un coup et touchant à coup sûr sa cible sur son point faible; cette attaque ne peut être anticipée ni esquivée, du fait que la flèche a déjà été tirée avant même l'activation du Noble Phantasme. Archer a également des connaissances en médecine, navigation, philosophie et combat, ayant été le professeur de nombreux héros grecs, tels que Castor, Pollux, Jason, Asclépios ou Héraclès. Son voeu pour le Graal est de regagner l'immortalité qu'il a perdu au cours de la Centauromachie.
Lancer Noir ("黒"のランサー, "Kuro" no Ransā) - Vlad III (ヴラド三世, Vurado Sansei)
Voix japonaise : Ryōtarō Okiayu (ja),,,, voix française : Jean-Michel Vovk
Le Servant de Darnic Prestone Yggdmillennia et chef des Servants Noirs. Il méprise le mythe de Dracula dans lequel il y voit comme une corruption de ses efforts dans la vie pour sauver son pays et son peuple, au point de n'avoir pour vœu que de voir disparaître cette légende noire. Il n'est dans la série un Lancer que parce qu'il a été invoqué sur sa terre natale de Roumanie, faute de quoi il est invoqué sous la classe Berserker. Une forme alternative de Lancer, conservant sa classe, apparaît dans Fate/Extra. Son Noble Phantasme, "Kazikli Bey", permet d'invoquer des millions de pieux autour voire à l'intérieur de ses adversaires. Son pouvoir est amplifié tant que Lancer se trouve sur le territoire de Roumanie. Un second Noble Phantasme, "Legend of Dracula", lui permet, contre son gré, de devenir le vampire Dracula, et à ce titre de pouvoir transformer ses victimes en vampires, planer et se téléporter.
Rider Noir ("黒"のライダー, "Kuro" no Raidā) - Astolfo (アストルフォ, Asutorufo)
Voix japonaise : Rumi Ōkubo (ja),,,, voix française : Marie Du Bled
Le Servant de Celenike Icecolle Yggdmillennia et l'un des Douze Paladins de Charlemagne. Il se sert d'un griffon comme monture de Rider et sauve la vie de Sieg au début. Disposant de nombreux Nobles Phantasms, tels de "Casseur de Logistille", "La Black Luna" ou "Trap of Argalia", il est malgré tout assez faible en combat, et est vaincu par le Saber puis l'Assassin des Rouges. À la suite de la bataille du château des Yggdmillennia, il forme un contrat avec Sieg, après le meurtre de son Master. Du fait qu'il ait perdu la raison, il n'a aucun souhait pour le Graal.
Caster Noir ("黒"のキャスタ, "Kuro" no Kyasutā) - Avicebron (アヴィケブロン, Avikeburon)
Voix japonaise : Mitsuru Miyamoto (ja),,,, voix française : Alain Eloy
Le Servant de Roche Frain Yggdmillennia. Il est capable de fabriquer des golems, et par conséquent après un certain laps de temps, une armée pour lui-même. Son seul souhait est de voir son Noble Phantasme, "Golem Keter Malkuth", réussir. D'une nature misanthrope, il n'hésite pas à commettre des sacrifices dans le but de voir son vœu se réaliser, quitte à trahir ses alliés et son Master, ou à tuer d'innombrables homoncules, y compris Sieg.
Assassin Noir ("黒"のアサシン, "Kuro" no Asashin) - Jack l'Éventreur (ジャック・ザ・リッパー, Jakku za Rippā)
Voix japonaise : Sakura Tange,,,, voix française : Elsa Poisot
La Servant de Reika Rikudou. Elle a d'abord été invoquée par Hyouma Sagara mais l'a tué quand il a essayé de sacrifier Reika lors de l'invocation; il a ainsi involontairement transféré le statut de Master à Reika. Jack est née à l'origine d'une collection de dizaines de milliers d'esprits d'enfants avortés ou abandonnés par des prostituées de Whitechapel, dans le Londres victorien. Son vœu pour le Saint Graal est de retourner dans le ventre de sa mère, ce quitte à tuer et torturer autant de personnes que nécessaire. Son Noble Phantasme est Maria the Ripper, une attaque à base de lames qui inflige davantage de dégâts si la cible est une femme. Assassin dispose d'un autre Noble Phantasme, passif, nommé "The Mist". Elle invoque autour d'elle le smog londonien typique de l'East End, qui a la capacité d'empoisonner humains, homoncules et mages. À terme, le smog provoque l'apparition d'une dimension parallèle reproduisant Whitechapel en 1888, dimension dans laquelle errent les enfants composant Assassin des Noirs. Une forme alternative de ce servant existe, étant invoqué sous la classe Berserker dans Fate/Strange Fake.
Berserker Noir ("黒"のバーサーカー, "Kuro" no Bāsākā) - Monstre de Frankenstein (フランケンシュタインの怪物, Furankenshutain no Kaibutsu)
Voix japonaise : Ai Nonaka (ja),,,, voix française : Elisabeth Guinand
La Servant de Caules Forvedge Yggdmillennia. Son souhait est que le Graal lui donne un compagnon. Sa véritable identité est le Monstre de Frankenstein, un servant mécanique contrôlant partiellement l'électricité au travers de sa massue, "Bridal Chest". Grâce à cette dernière, Berserker peut lancer son Noble Phantasme, "Blasted Tree", une puissante attaque causant également le suicide de son utilisateur si l'intensité est trop forte. Après sa destruction apparente, l'esprit et les pouvoirs de Berserker résident temporairement en Sieg, lui permettant à son tour d'utiliser "Blasted Tree", mais aussi de survivre à l'attaque que le Saber des Rouges lui a infligé.

#### Masters
Darnic Prestone Yggdmillennia (ダーニック・プレストーン・ユグドミレニア, Dānikku Puresutōn Yugudomirenia)
Voix japonaise : Nobuyuki Hiyama,,, voix française : David Manet
Le Master de Lancer est le leader du groupe Yggdmillennia. Il a presque un siècle devant lui bien qu'il en a l'air d'avoir la vingtaine. Il s'est emparé du Saint Graal de la Troisième Guerre Sainte de Fuyuki.
Gordes Musik Yggdmillennia (ゴルド・ムジーク・ユグドミレニア, Gorudo Mujīku Yugudomirenia)
Voix japonaise : Tōru Ōkawa,,, voix française : Bruno Georis
Le Master de Saber et un alchimiste de première classe.
Fiore Forvedge Yggdmillennia (フィオレ・フォルヴェッジ・ユグドミレニア, Fiore Foruvejji Yugudomirenia)
Voix japonaise : Chinatsu Akasaki,,, voix française : Esther Aflalo
La Master d'Archer est une mage avec un grand talent qui s'y connait en évocation spirituelle et ingénierie humaine. Elle a été restreinte à un fauteuil roulant depuis sa naissance et souhaite que le Graal soigne ses jambes tout en gardant ses capacités de magie, ce qui ne serait pas possible autrement. Elle est la sœur aînée de Caules.
Celenike Icecolle Yggdmillennia (セレニケ・アイスコル・ユグドミレニア, Serenike Aisukoru Yugudomirenia)
Voix japonaise : Shizuka Ishigami (ja),,, voix française : Claire Tefnin
La Master de Rider est une praticienne d'arts sombres qui possède des goûts sexuels sadiques et déviants.
Roche Frain Yggdmillennia (ロシェ・フレイン・ユグドミレニア, Roshe Furein Yugudomirenia)
Voix japonaise : Emiri Katō (ja),,, voix française : Circé Lethem
Le Master de Caster est un mage prodige qui crée Golems avec son Servant.
Reika Rikudou (六導 玲霞, Rikudō Reika)
Voix japonaise : Mai Nakahara,,, voix française : Valerie Muzzi
La Master d'Assassin est une prostituée sans talent de magie, c'est pourquoi elle laisse Assassin dévorer de violents criminels pour lui fournir de l'énergie.
Caules Forvedge Yggdmillennia (カウレス・フォルヴェッジ・ユグドミレニア, Kauresu Foruvejji Yugudomirenia)
Voix japonaise : Yūsuke Kobayashi,,, voix française : Maxime Donnay
Le Master de Berserker est un mage qui peut invoquer des esprits, des insectes et des animaux de classe inférieure. Il est le frère cadet de Fiore.

### Faction Rouge

#### Servants
Saber Rouge ("赤"のセイバー, "Aka" no Seibā) - Mordred (モードレッド, Mōdoreddo)
Voix japonaise : Miyuki Sawashiro,,,, voix française : Colette Sodoyez
La Servant de Kairi Sishigō. Connue comme le Chevalier de la Traîtrise, elle est la fille homoncule d'Arturia Pendragon et de sa demi-soeur la fée Morgane. Elle a une bonne relation avec son Master et souhaite utiliser le Graal pour remettre en cause son droit d'être le roi de Camelot et d'avoir la reconnaissance de son "père" comme véritable héritière. Son Noble Phantasme est "Clarent Blood Arthur", un puissant jet d'énergie magique utilisé depuis l'épée de Mordred, Clarent. Saber déteste qu'on parle d'elle comme étant une femme, si bien qu'elle est prête à tuer son propre Master si cette erreur est commise. Saber est impitoyable, n'hésitant pas à empaler Sieg après que celui-ci l'ait vainement attaquée, et voue une haine farouche à l'Assassin des Rouges, qui selon elle ressemble beaucoup à sa mère Morgane.
Archer Rouge ("赤"のアーチャー, "Aka" no Āchā) - Atalante (アタランテ, Atarante)
Voix japonaise : Saori Hayami,,,, voix française : Fanny Roy
La Servant de Shirō Kotomine appartenant à l'origine à Rottweil Berzinsky. Elle désire utiliser le Graal pour protéger les enfants du monde entier. Atalante dispose de deux Nobles Phantasmes: le premier est "Phoebus Catastrophe", l'offrande d'une de ses flèches aux jumeaux Apollon et Artémis, qui permet d'invoquer une pluie de flèches destructrice. Son second Noble Phantasme est "Agrius Metamorphosis", la peau du Sanglier de Calydon qui permet à Atalante de se transformer en une version démoniaque d'elle-même: Atalante Alter. Elle voue une haine farouche envers Ruler.
Lancer Rouge ("赤"のランサー, "Aka" no Ransā) - Karna (カルナ, Karuna)
Voix japonaise : Kōji Yusa,,,, voix française : Sébastien Hébrant
Le Servant de Shirō Kotomine appartenant à l'origine à Feend vor Sembren. Héros tragique du Mahabharata, il célèbre pour sa volonté indomptable. Il n'a pas de souhait pour le Graal. Il reconnaît le Saber des Noirs comme étant un rival digne, même lorsque celui-ci est remplacé par Sieg après la transplantation du cœur du héros germanique. Son Noble Phantasme est "Vasavi Shakti", une attaque utilisant la puissance d'un soleil, par l'intermédiaire d'Indra, le père de Karna. Un autre Noble Phantasme lui est attribué, "Brahmastra", mais n'est pas utilisé dans la série.
Rider Rouge ("赤"のライダー, "Aka" no Raidā) - Achille (アキレウス, Akireusu)
Voix japonaise : Makoto Furukawa (en),,,, voix française : Olivier Prémel
Le Servant de Shirō Kotomine appartenant à l'origine à Cabik Pentel. Son Noble Phantasme, Troias Tragoidia", lui permet d'invoquer Xanthos, Balios et Pedasus, qui, tirant le char du héros, lui permettent de charger une importante quantité d'ennemis à très haute vitesse.  Akhilleus Kosmos est son second Noble Phantasme, un bouclier forgé par Héphaïstos lui permettant d'invoquer une barrière suffisamment puissante pour bloquer le Noble Phantasme du Lancer des Rouges. Rider est également connu pour son immortalité, avec pour seul point faible son talon.
Caster Rouge ("赤"のキャスタ, "Aka" no Kyasutā) - William Shakespeare (ウィリアム・シェイクスピア, U~Iriamu Sheikusupia)
Voix japonaise : Tetsu Inada,,,, voix française : Franck Daquin
Le Servant de Shirō Kotomine appartenant à l'origine à Jean Rum. Il est très intéressé par la popularité de ses œuvres dans les temps modernes. Son Noble Phantasme est "First Folio", et lui permet de créer temporairement une dimension parallèle dans laquelle Caster peut invoquer des reproductions de lieux, personnages et événements, afin de blesser psychologiquement son opposant. Il utilise notamment cette technique face au Berserker des Noirs et à Ruler, faisant apparaître respectivement Victor Frankenstein, Gilles de Rais et Sieg.
Assassin Rouge ("赤"のアサシン, "Aka" no Asashin) - Sémiramis (セミラミス, Semiramisu)
Voix japonaise : Kei Shindō (ja),,,, voix française : Sophie Landresse
La Servant de Shirō Kotomine. Elle utilise du poison comme arme, y compris le poison de l'Hydre de Lerne, qui spécialement dédié à l'Archer des Noirs. Elle a également la capacité d'invoquer un serpent primordial, connu sous le nom de Bašmu, ainsi que d'utiliser de la magie de l'Ère des Dieux pour se protéger, attaquer, ou invoquer une forteresse volante nommée les Jardins suspendus de Babylone.
Berserker Rouge ("赤"のバーサーカー, "Aka" no Bāsākā) - Spartacus (スパルタクス, Suparutakusu)
Voix japonaise : Satoshi Tsuruoka (ja),,,, voix française : Peppino Capotondi
Le Servant de Shirō Kotomine appartenant à l'origine à Deimlet Pentel avant de s'en emparer. Il est connu pour être l'Esprit de rébellion et prend du plaisir dans les combats. Son Noble Phantasme, "Crying Warmonger", lui permet de se régénérer et de gagner en puissance à mesure qu'il subit des dommages.

#### Masters
Shirō Kotomine (シロウ・コトミネ, Shirō Kotomine)
Voix japonaise : Kōki Uchiyama,,,, voix française : Alexis Flamant
Le Master d'Assassin et dans un premier temps le Master remplaçant pour tous les autres Servants Rouges à l'exception de Saber. Il est un servant de classe Ruler, invoqué par les Einzbern au cours de la Troisième Guerre du Saint-Graal de Fuyuki, plusieurs décennies avant le début de la série.
Kairi Sishigō (獅子劫 界離, Shishigō Kairi)
Voix japonaise : Kenji Nomura,,, voix française : Jean-Marc Delhausse
Un nécromancien indépendant. Il a invoqué Saber Rouge (Mordred) avec un éclat de la Table ronde. Il apparaît aussi dans une autre série de l'univers Fate: Lord El-Melloi II-sei no jiken-bo.
Jean Rum (ジーン・ラム, Jīn Ramu)
Elle est la Master originale de Caster et est très compétente dans la magie élémentaire de vent.
Rottweil Berzinsky (ロットウェル・ペルジンスキー, Rottoweru Perujinsukī)
Il est le Master original d'Archer et un mage à engager.
Feend vor Sembren (フィーンド・ヴォル・センベルン, Fīndo voru Senberun)
Il est le Master original de Lancer et un professeur à la Tour de l'Horloge.
Cabik Pentel (キャビィク・ペンテル, Kyabīku Penteru)
Il est le Master original de Rider et est le plus jeune des frères Pentel.
Deimlet Pentel (デムライト・ペンテル, Demuraito Penteru)
Il est le Master original de Berserker et est le plus vieux des frères Pentel.

### Autres personnages
Roi Arthur (アーサー王, Āsā-ō)
Voix japonaise : Ayako Kawasumi, voix française : Alice Moons
Le roi des Chevaliers et le père de Mordred, qu'elle méprise pour ne pas la reconnaître comme l'héritière du roi des Chevaliers. Elle est en fait Saber de Fate/stay night et de Fate/Zero.
Médée (メディア, Media)
Voix japonaise : Ai Nonaka (ja)
La princesse de Colchide à qui Atalante est fidèle puisqu'elles sont toutes les deux proches. Elle est en réalité Caster de Fate/stay night, bien qu'elle apparaît plus jeune comme Médée Lily (メディア・リリィ, Media Rirī) dans Fate/Grand Order.
Gilles de Rais (ジル・ド・レェ, Jiru do Rei)
Voix japonaise : Satoshi Tsuruoka (ja), voix française : Simon Duprez
A l'origine un héros national pendant la guerre de Cent Ans alors qu'il servait Jeanne en l'aidant à reprendre Orléans, et a reçu la plus grande distinction avec le titre de maréchal de France. Il est matérialisé par Shakespeare pendant l'apogée de la Grande Guerre du Saint Graal. Il est en réalité Caster de Fate/Zero, mais dans son apparence de Saber de Fate/Grand Order.
Hyōma Sagara (相良 豹馬, Sagara Hyōma)
Le Master original d'Assassin Noir qui a été tué et mangé par cette dernière lorsqu'il a tenté de sacrifier Reika Rikudou pour l'invocation d'Assassin.
Rocco Belfeban (ロッコ・ベルフェバン, Rokko Berufeban)
Voix japonaise : Tomohisa Asō, voix française : Robert Dubois
Chef du Département d'invocation de l'Association des mages. Il engage Kairi Sishigō pour être un Master Rouge.
Lord El-Melloi II (Waver Velvet) (ロード・エルメロイII世, Rōdo Erumeroi Nisei)
Voix japonaise : Daisuke Namikawa, voix française : Laurent Van Wetter 
Un professeur à la Tour de l'Horloge et le grand-frère adoptif de Reines. Il apparaît dans Fate/Zero en tant que Master de Rider.
Bram Nuada-Re Sophia-Ri (ブラム・ヌァザレ・ソフィアリ, Buramu Nwazare Sofiari)
Le successeur du responsable du Département d'évocation à l'Association des mages. Elle est la fiancée de Kayneth El-Melloi Archibald.
Reines El-Melloi Archisorte (ライネス・エルメロイ・アーチゾルテ, Rainesu Erumeroi Āchizorute)
La dirigeante actuelle de la faction des El-Melloi et la jeune-sœur adoptive de Lord El-Melloi II.
Trimmau (トリムマウ, Torimumau)
La domestique de Reines El-Melloi Archisorte, création originelle de Kayneth El-Melloi Archibald. Elle est une création alchimique faite de mercure, servant à la base de système d'espionnage et de défense pour Kayneth durant la Quatrième Guerre du Saint-Graal de Fuyuki. Son vrai nom est Volumen Hydrargyrum.
Flat Escardos (フラット・エスカルドス, Furatto Esukarudosu)
Voix japonaise : Yoshitsugu Matsuoka
Un étudiant de magie à la Tour de l'Horloge avec un potentiel et un talent sans fin, mais peu intelligent ou de bon sens pour le confirmer. Il est d'une personnalité insouciante, fantaisiste et aimable.
Serge (セルジュ, Seruju)
Un homme âgé vivant à Trifas qui ouvre sa maison à Sieg.
Risei Kotomine (言峰 璃正, Kotomine Risei)
Un prêtre de l'Église.
Touki Sishigō (獅子劫 燈貴, Shishigō Tōki)
Le père de Kairi Sishigō.
Alma Petresia (アルマ・ペトレシア, Aruma Petoreshia)
Une sœur chrétienne de l'église de Trifas.
Toole (トゥール, Tūru)
Une homoncule forte aux combats rapprochés et créée par Gordes avec une personnalité soignée et pleine de vie.
Althea (アルツィア, Arutsia)
Une homoncule qui excelle dans la magie et est réservée, elle a pourtant une mauvaise langue.

## Productions et supports

### Light novel
Fate/Apocrypha est écrit par Yūichirō Higashide et illustré par Ototsugu Konoe. Fate/Apocrypha a été introduit à l'origine comme un projet annulé pour un jeu en ligne, avec divers détails et dessins de personnages de divers artistes collectés dans Fate/Complete material IV Extra material. En novembre 2011, il a été annoncé comme un nouveau projet nommé Fate/Apocrypha,, et au début du mois de décembre, Higashide a confirmé sur Twitter qu'il écrivait Fate/Apocrypha dans un format light novel,.
Le 15 décembre 2011, dans le septième numéro du magazine TYPE-MOON Ace, il a été publié pour la première fois sous la forme d'une petite histoire écrite par Higashide comme le premier chapitre. Bien que certains éléments de l'histoire soient présents, la petite histoire elle-même n'a aucun rapport avec la version finale de l'histoire présentée dans les romans. Le nombre originel de volumes prévus était de quatre, mais Higashide a confirmé plus tard que l'histoire était finalement étendue à un cinquième volume. Le projet de jeu en ligne originel maintenant disparu a depuis été relancé en tant que Fate/Grand Order.
Les romans sont réédités par Kadokawa sous sa collection Kadokawa Bunko entre septembre 2019 et mars 2020,.

#### Liste des volumes
| no | Japonais                                           | Japonais         | Japonais |
| no | Titre                                              | Date de sortie   | ISBN     |
| -- | -------------------------------------------------- | ---------------- | -------- |
| 1  | Gaiten: Seihai Taisen (外典：聖杯大戦)             | 29 décembre 2012 |          |
| 2  | Kuro no Rinbu / Aka no Saiten (黒の輪舞／赤の祭典) | 16 août 2013     |          |
| 3  | Seijin no Gaisen (聖人の凱旋)                      | 29 décembre 2013 |          |
| 4  | Shiten no Hai (熾天の杯)                           | 30 mai 2014      |          |
| 5  | Jaryū to Seijo (邪竜と聖女)                        | 28 décembre 2014 |          |

### Manga
L'artiste Akira Ishida a commencé à réaliser une adaptation manga qui est prépublié dans le magazine de prépublication de seinen manga Monthly Comp Ace de Kadokawa Shoten depuis le numéro d'août 2016, vendu le 25 juin 2016,. À ce jour, seize volumes tankōbon ont été édités par Kadokawa.
En juin 2017, Ototo a annoncé l'octroi de la licence du manga pour la version française et dont le premier tome est paru le 8 septembre 2017,,. Le second volume est paru le 8 décembre 2017.

#### Liste des tomes
| no | Japonais          | Japonais          | Français          | Français          |
| no | Date de sortie    | ISBN              | Date de sortie    | ISBN              |
| -- | ----------------- | ----------------- | ----------------- | ----------------- |
| 1  | 26 août 2016      | 978-4-0410-4684-5 | 8 septembre 2017  | 978-2-3771-7065-4 |
| 2  | 26 janvier 2017   | 978-4-0410-5220-4 | 8 décembre 2017   | 978-2-3771-7074-6 |
| 3  | 24 juin 2017      | 978-4-7575-5389-7 | 20 avril 2018     | 978-2-3771-7101-9 |
| 4  | 24 octobre 2017   | 978-4-0410-6099-5 | 12 avril 2019     | 978-2-3771-7177-4 |
| 5  | 26 janvier 2018   | 978-4-0410-6487-0 | 21 juin 2019      | 978-2-3771-7203-0 |
| 6  | 26 juillet 2018   | 978-4-0410-7166-3 | 25 octobre 2019   | 978-2-3771-7226-9 |
| 7  | 26 février 2019   | 978-4-0410-7811-2 | 31 janvier 2020   | 978-2-3771-7250-4 |
| 8  | 26 décembre 2019  | 978-4-0410-8687-2 | 25 septembre 2020 | 978-2-3771-7294-8 |
| 9  | 24 octobre 2020   | 978-4-0410-8690-2 | 17 mars 2023      | 978-2-3771-7399-0 |
| 10 | 26 juillet 2021   | 978-4-04-111676-0 | 28 avril 2023     | 978-2-3771-7467-6 |
| 11 | 25 septembre 2021 | 978-4-04-111677-7 | 23 juin 2023      | 978-2-3771-7527-7 |
| 12 | 26 mars 2022      | 978-4-04-111678-4 | 25 août 2023      | 978-2-3771-7538-3 |
| 13 | 26 septembre 2022 | 978-4-04-112945-6 | 30 août 2024      | 978-2-3771-7611-3 |
| 14 | 25 mars 2023      | 978-4-04-112946-3 | —                 |                   |
| 15 | 26 octobre 2023   | 978-4-04-113945-5 | —                 |                   |
| 16 | 25 juin 2024      | 978-4-04-113946-2 | —                 |                   |

### Anime
Une série télévisée anime, réalisée par Yoshiyuki Asai et produite par A-1 Pictures, est annoncé pour juillet 2017. Yūichirō Higashide s'est occupé des scripts, Yūkei Yamada a réalisé les chara-designs, et Masaru Yokoyama a composé la musique,. La série est diffusée pour la première fois au Japon entre le 2 juillet et le 31 décembre 2017 sur Tokyo MX, GTV, GYT, BS11 et un peu plus tard sur MBS, ; Netflix détient les droits exclusifs de diffusion en ligne de la série, et diffuse à l'étranger la première partie depuis le 7 novembre 2017, la seconde à partir du 31 mars 2018. L'anime est composé de 25 épisodes et de deux épisodes résumés,,,,.
EGOIST et GARNiDELiA effectuent respectivement l'opening et l'ending,,,. Les seconds opening et ending sont respectivement réalisés par LiSA et ASCA.

#### Liste des épisodes
| No                                                                                     | Titre français                                           | Titre japonais         | Titre japonais                   | Date de 1re diffusion |
| No                                                                                     | Titre français                                           | Kanji                  | Rōmaji                           | Date de 1re diffusion |
| -------------------------------------------------------------------------------------- | -------------------------------------------------------- | ---------------------- | -------------------------------- | --------------------- |
| 1                                                                                      | Apocryphe : La Grande Guerre du Saint Graal              | 外典:聖杯大戦          | Geten: Seihai taisen             | 2 juillet 2017        |
| 2                                                                                      | Le Départ de la sainte                                   | 聖女の出立             | Seijo no shuttatsu               | 9 juillet 2017        |
| 3                                                                                      | Les Premières étapes du sort                             | 歩き出す運命           | Arukidasu unmei                  | 16 juillet 2017       |
| 4                                                                                      | La Valeur de la vie, la rédemption de la mort            | 生の代償、死の償い     | Nama no daishō, shi no tsugunai  | 23 juillet 2017       |
| 5                                                                                      | La Voix des cieux                                        | 天の声                 | Ten no koe                       | 30 juillet 2017       |
| 6                                                                                      | Le Chevalier félon                                       | 叛逆の騎士             | Hangyaku no kishi                | 6 août 2017           |
| 7                                                                                      | Les Aléas de la liberté                                  | 自由の在処             | Jiyū no arika                    | 13 août 2017          |
| 8                                                                                      | Le Signal des hostilités                                 | 開戦の狼煙             | Kaisen no noroshi                | 20 août 2017          |
| 9                                                                                      | Une centaine de flammes, autant de fleurs                | 百の焔と百の華         | Hyaku no homura to hyaku no hana | 27 août 2017          |
| 10                                                                                     | Comme des pétales dispersées                             | 花と散る               | Hana to chiru                    | 3 septembre 2017      |
| 11                                                                                     | Éclat éternel                                            | 永遠の輝き             | Eien no kagayaki                 | 10 septembre 2017     |
| 12                                                                                     | Le Retour triomphal du saint                             | 聖人の凱旋             | Seijin no gaisen                 | 17 septembre 2017     |
| 12.5                                                                                   | Cérémonie d'ouverture de la Grande Guerre du Saint Graal | 聖杯大戦開幕編         | Seihai taisen kaimaku-hen        | 24 septembre 2017     |
| Il s'agit d'un récapitulatif des douze précédents épisodes narré par Sieg et Jeanne,.  |                                                          |                        |                                  |                       |
| 13                                                                                     | Le Dernier maître                                        | 最後のマスター         | Saigo no Masutā                  | 1er septembre 2017    |
| 14                                                                                     | Une prière de salut                                      | 救世の祈り             | Kyūsei no inori                  | 8 octobre 2017        |
| 15                                                                                     | Même si nos chemins divergent                            | 道は違えど             | Michi wa chigae do               | 15 octobre 2017       |
| 16                                                                                     | Jack l'Éventreur                                         | ジャック・ザ・リッパー | Jakku za Rippā                   | 22 octobre 2017       |
| 17                                                                                     | Träumerei                                                | トロイメライ           | Toroimerai                       | 29 octobre 2017       |
| 18                                                                                     | De l'enfer                                               | フロム・ヘル           | Furomu Heru                      | 5 novembre 2017       |
| 19                                                                                     | Les Dernières premières lueurs du jour                   | 終わりの朝             | Owari no asa                     | 12 novembre 2017      |
| 19.5                                                                                   | Bouleversement de la Grande Guerre du Saint Graal        | 聖杯大戦動乱編         | Seihai taisen dōran-hen          | 19 novembre 2017      |
| Il s'agit d'un récapitulatif des précédents épisodes narré par Astolfo et Shakespeare. |                                                          |                        |                                  |                       |
| 20                                                                                     | Filant dans le ciel                                      | 空を駆ける             | Sorawokakeru                     | 26 novembre 2017      |
| 21                                                                                     | Le Coup du scorpion                                      | 天蠍一射               | Tenkatsu issha                   | 3 décembre 2017       |
| 22                                                                                     | Réunion et séparation                                    | 再会と別離             | Saikai to betsuri                | 10 décembre 2017      |
| 23                                                                                     | Tout là-bas                                              | 彼方へと               | Kanata e to                      | 17 décembre 2017      |
| 24                                                                                     | La Guerre du Saint Graal                                 | 聖杯戦争               | Seihai sensō                     | 24 décembre 2017      |
| 25                                                                                     | Apocrypha                                                | Apocrypha              |                                  | 31 décembre 2017      |

#### Musiques
| Épisodes | Début                                                                  | Début   | Fin   | Fin        |
| Épisodes | Titre                                                                  | Artiste | Titre | Artiste    |
| -------- | ---------------------------------------------------------------------- | ------- | ----- | ---------- |
| 1 - 12   | Eiyū Unmei no Uta (英雄 運命の詩, litt. « Héros: Le chant du destin ») | EGOIST  | Désir | GARNiDELiA |
| 13 - 25  | ASH                                                                    | LiSA    | KOE   | ASCA       |

## Accueil
Fate/Apocrypha s'est retrouvé dans les dix premières places de différentes catégories du Newtype Anime Awards 2016-2017, il est notamment la meilleure œuvre diffusée à la télévision. La série d'animation a été nommée dans la catégorie « Meilleure action » lors des Anime Awards 2017 de Crunchyroll,.

### Annotations
1. ↑  La série est programmée pour la nuit du 1er juillet 2017 à 24 h 0, soit le 2 juillet à 0 h JST.

### Sources
1. 1 2  (ja) Yūichirō Higashide (@Higashide_Yu), « 「Fate/Apocrypha」全四巻予定だったところを一巻増やして、全五巻になりました。 », sur Twitter,‎ 2 mai 2014 (consulté le 25 janvier 2018).
2. 1 2  (ja) « コンプエースで石田あきら描く「Fate/Apocrypha」開始、付録は「なのは」扇子 », sur natalie.mu,‎ 26 juin 2016 (consulté le 9 juin 2017).
3. 1 2  « La saga Fate continue chez Ototo avec le manga Fate/Apocrypha », sur manga-news.com, 13 juin 2017 (consulté le 23 août 2017).
4. 1 2  « Le manga Fate/Apocrypha chez Ototo le 8 septembre », sur Animeland, 13 juin 2017 (consulté le 23 août 2017).
5. 1 2  « Le manga "Fate/Apocrypha" arrive en septembre 2017 ! », sur Ototo, 13 juin 2017 (consulté le 23 août 2017).
6. ↑  « Le roman Fate/Apocrypha adapté en anime », sur adala-news, 31 décembre 2016 (consulté le 9 juin 2017).
7. 1 2 3 4 5 6 7 8 9 10 11 12 13 14 15 16 17 18 19 20  (ja) « Fate/Apocrypha Report Vol.002 » [PDF], sur Site officiel, 6 mai 2017 (consulté le 9 juin 2017).
8. 1 2  (en) « Errata: Aniplex USA Does Not Announce Fate/Apocrypha Anime », sur Anime News Network, 15 avril 2017 (consulté le 9 juin 2017).
9. 1 2  (en) « Fate/Apocrypha Anime to Premiere on Netflix on November 7 », sur Anime News Network, 3 juillet 2017 (consulté le 3 août 2017).
10. ↑  « La seconde partie de l'anime Fate/Apocrypha, en Promotion Vidéo », sur adala-news.com, 23 septembre 2017 (consulté le 5 octobre 2017).
11. 1 2  (en) « Fate/Apocrypha », sur Netflix (consulté le 3 mars 2018).
12. 1 2 3 4 5 6 7 8 9 10 11 12 13 14 15 16 17 18 19 20 21 22 23 24 25  (ja) « Fate/Apocrypha TV Anime Unveils Masters' Cast, Latest Videos », sur Anime News Network, 17 juin 2017 (consulté le 18 juin 2017).
13. 1 2 3 4 5 6 7 8 9 10 11 12 13 14 15 16 17 18 19 20 21 22 23 24 25 26  (ja) « Staff-Cast », sur Site officiel (consulté le 10 juin 2017).
14. 1 2 3 4 5 6 7 8 9 10 11 12 13 14 15 16 17 18 19 20 21 22 23 24 25  (ja) « Character », sur Site officiel (consulté le 17 juin 2017).
15. 1 2 3 4 5 6 7 8 9 10 11 12 13 14 15 16 17 18 19 20 21 22 23 24 25 26 27 28 29 30 31  (en) « Fate/Apocrypha (TV) », sur Anime News Network (consulté le 4 décembre 2017).
16. ↑  (en) « New Fate/Apocrypha Project to Be Launched by Type-Moon », sur Anime News Network, 4 novembre 2011 (consulté le 9 juin 2017).
17. ↑  « Le projet Fate/Apocrypha, annoncé », sur adala-news, 4 novembre 2011 (consulté le 9 juin 2017).
18. ↑  (ja) Yūichirō Higashide (@Higashide_Yu), « 「Fate/Apocrypha」小説 », sur Twitter,‎ 2 décembre 2011 (consulté le 25 janvier 2018).
19. ↑  « Le roman Fate/Apocrypha, annoncé », sur adala-news, 4 décembre 2011 (consulté le 9 juin 2017).
20. ↑  (ja) « Blog de Higashide », 3 décembre 2011 (consulté le 9 juin 2017).
21. ↑  (ja) « Fate/Apocrypha　Vol.１ 「外典：聖杯大戦」 », sur Kadokawa (consulté le 17 mai 2020).
22. ↑  (ja) « Fate/Apocrypha　Vol.５ 「邪竜と聖女」 », sur Kadokawa (consulté le 17 mai 2020).
23. ↑  (en) « Manga To Adapt "Fate/Apocrypha" », sur Crunchyroll, 13 avril 2016 (consulté le 6 juin 2016).
24. ↑  (ja) « 【6月25日付】本日発売の単行本リスト », sur natalie.mu,‎ 25 juin 2024 (consulté le 25 juin 2024).
25. ↑  « "Fate/Apocrypha" vous dévoile ses premières pages ! », sur Ototo, 22 août 2017 (consulté le 23 août 2017).
26. ↑  (ja) « Fate/Apocrypha », sur Monthly Comp Ace (consulté le 23 août 2017).
27. ↑  « Fate/Apocrypha », sur Ototo (consulté le 23 août 2017).
28. ↑  (en) « Fate/Apocrypha TV Anime Reveals New Promo Video, Cast, July Premiere », sur Anime News Network, 25 mars 2017 (consulté le 9 juin 2017).
29. ↑  (en) « Fate/Apocrypha Novels' TV Anime Announced With Trailer », sur Anime News Network, 31 décembre 2016 (consulté le 9 juin 2017).
30. ↑  (ja) « ON AIR », sur Site officiel, 6 mai 2017 (consulté le 10 juin 2017).
31. ↑  (en) « Fate/Apocrypha TV Anime Unveils Ad, July 1 Premiere, New Visual (Updated) », sur Anime News Network, 10 juin 2017 (consulté le 10 juin 2017).
32. ↑  Reith Saji, « L'anime Fate/Apocrypha fera 25 épisodes », sur adala-news, 30 juin 2017 (consulté le 1er juillet 2017).
33. ↑  (ja) « Story », sur Site officiel (consulté le 30 décembre 2017).
34. 1 2  (ja) « TVアニメ『Fate/Apocrypha』次週放送は、ジークとルーラーのナレーションで1stクールを振り返る第12.5話「聖杯大戦開幕編」 », sur moca-news.net,‎ 17 septembre 2017 (consulté le 18 septembre 2017).
35. 1 2  (en) « Fate/Apocrypha Anime Gets Episode 12.5 Recap », sur Anime News Network, 17 septembre 2017 (consulté le 18 septembre 2017).
36. 1 2  (ja) « 【NEWS】クライマックスを前に激動の展開を振り返る、第19.5話放送決定！ », sur Site officiel,‎ 2 novembre 2017 (consulté le 4 novembre 2017).
37. ↑  (en) « EGOIST, GARNiDELiA Perform Fate/Apocrypha Anime's Theme Songs », sur Anime News Network, 6 juin 2017 (consulté le 9 juin 2017).
38. ↑  (ja) « 主題歌アーティスト決定！ », sur Site officiel,‎ 6 mai 2017 (consulté le 9 juin 2017).
39. ↑  (ja) GARNiDELiA (@GARNiDELiA), « TVアニメ「Fate/Apocrypha」EDテーマ », sur Twitter,‎ 11 juin 2017 (consulté le 25 janvier 2018).
40. ↑  (en) « Fate/Apocrypha Anime Previews 2nd Cour, New Theme Song Artists in Promo Video », sur Anime News Network, 24 septembre 2017 (consulté le 24 septembre 2017).
41. ↑  (ja) « MUSIC », sur Site officiel (consulté le 10 juin 2017).
42. ↑  (en) « Fate/Apocrypha, Sword Art Online Movie Win Top Newtype Anime Awards », sur Anime News Network, 7 octobre 2017 (consulté le 8 octobre 2017).
43. ↑  GoToon, « Crunchyroll Anime Awards 2018 : les résultats ! : Le palmarès complet », sur Crunchyroll, 25 février 2018 (consulté le 25 février 2018).
44. ↑  (en) Crunchyroll (@Crunchyroll), « Compilation of all of Anime Awards' winners », sur Twitter, 24 février 2018 (consulté le 25 février 2018).

### Œuvres

#### Édition japonaise
Light novel
1. ↑  (ja) « Fate/Apocrypha vol,1 「外典：聖杯大戦」 », sur TYPE-MOON (consulté le 9 juin 2017).
2. ↑  (ja) « Fate/Apocrypha vol,2 「黒の輪舞／赤の祭典」 », sur TYPE-MOON (consulté le 9 juin 2017).
3. ↑  (ja) « Fate/Apocrypha vol,3 「聖人の凱旋」 », sur TYPE-MOON (consulté le 9 juin 2017).
4. ↑  (ja) « Fate/Apocrypha vol,4 「熾天の杯」 », sur TYPE-MOON (consulté le 9 juin 2017).
5. ↑  (ja) « Fate/Apocrypha vol,5 「邪竜と聖女」 », sur TYPE-MOON (consulté le 9 juin 2017).

Manga
1. 1 2  (ja) « Fate/Apocrypha　（１） », sur Kadokawa Corporation (consulté le 9 juin 2017).
2. 1 2  (ja) « Fate/Apocrypha　（２） », sur Kadokawa Corporation (consulté le 9 juin 2017).
3. 1 2  (ja) « Fate/Apocrypha　（３） », sur Kadokawa Corporation (consulté le 9 juin 2017).
4. 1 2  (ja) « Fate/Apocrypha　（４） », sur Kadokawa Corporation (consulté le 18 septembre 2017).
5. 1 2  (ja) « Fate/Apocrypha　（５） », sur Kadokawa Corporation (consulté le 30 décembre 2017).
6. 1 2  (ja) « Fate/Apocrypha　（６） », sur Kadokawa Corporation (consulté le 30 décembre 2017).
7. 1 2  (ja) « Fate/Apocrypha　（７） », sur Kadokawa Corporation (consulté le 1er mars 2019).
8. 1 2  (ja) « Fate/Apocrypha　（８） », sur Kadokawa Corporation (consulté le 12 avril 2020).
9. 1 2  (ja) « Fate/Apocrypha　（９） », sur Kadokawa Corporation (consulté le 24 octobre 2020).
10. 1 2  (ja) « Fate/Apocrypha　（10） », sur Kadokawa Corporation (consulté le 21 juillet 2021).
11. 1 2  (ja) « Fate/Apocrypha　（11） », sur Kadokawa Corporation (consulté le 11 novembre 2021).
12. 1 2  (ja) « Fate/Apocrypha　（12） », sur Kadokawa Corporation (consulté le 8 mars 2022).
13. 1 2  (ja) « Fate/Apocrypha　（13） », sur Kadokawa Corporation (consulté le 28 août 2022).
14. 1 2  (ja) « Fate/Apocrypha　（14） », sur Kadokawa Corporation (consulté le 27 mai 2023).
15. 1 2  (ja) « Fate/Apocrypha　（15） », sur Kadokawa Corporation (consulté le 20 septembre 2023).
16. 1 2  (ja) « Fate/Apocrypha　（16） », sur Kadokawa Corporation (consulté le 12 mai 2024).

#### Édition française
Manga
1. 1 2  (fr) « Fate Apocrypha T1 », sur manga-news.com (consulté le 27 avril 2023).
2. 1 2  (fr) « Fate Apocrypha T2 », sur manga-news.com (consulté le 27 avril 2023).
3. 1 2  (fr) « Fate Apocrypha T3 », sur manga-news.com (consulté le 27 avril 2023).
4. 1 2  (fr) « Fate Apocrypha T4 », sur manga-news.com (consulté le 27 avril 2023).
5. 1 2  (fr) « Fate Apocrypha T5 », sur manga-news.com (consulté le 27 avril 2023).
6. 1 2  (fr) « Fate Apocrypha T6 », sur manga-news.com (consulté le 27 avril 2023).
7. 1 2  (fr) « Fate Apocrypha T7 », sur manga-news.com (consulté le 27 avril 2023).
8. 1 2  (fr) « Fate Apocrypha T8 », sur manga-news.com (consulté le 27 avril 2023).
9. 1 2  (fr) « Fate Apocrypha T9 », sur manga-news.com (consulté le 27 avril 2023).
10. 1 2  (fr) « Fate Apocrypha T10 », sur manga-news.com (consulté le 27 avril 2023).
11. 1 2  (fr) « Fate Apocrypha T11 », sur manga-news.com (consulté le 27 mai 2023).
12. 1 2  (fr) « Fate Apocrypha T12 », sur manga-news.com (consulté le 27 mai 2023).
13. 1 2  (fr) « Fate Apocrypha T13 », sur manga-news.com (consulté le 12 mai 2024).